# Коулдејл (округ Скулкил, Пенсилванија)
Коулдејл (енгл. Coaldale, Schuylkill County) град је у америчкој савезној држави Пенсилванија.

## Демографија
По попису из 2010. године број становника је 2.281, што је 14 (-0,6%) становника мање него 2000. године.
| Група             | 2000.         | 2010.         |
| Белци             | 2.248 (98,0%) | 2.148 (94,2%) |
| Афроамериканци    | 7 (0,3%)      | 16 (0,7%)     |
| Азијати           | 6 (0,3%)      | 15 (0,7%)     |
| Хиспаноамериканци | 26 (1,1%)     | 75 (3,3%)     |
| Укупно            | 2.295         | 2.281         |